# Topološka teorija grafov
Topološka teorija grafov je veja teorije grafov. Proučuje vstavljanje grafov v ploskve in grafe kot topološke prostore.
Vstavljanje grafa v ploskev (površje) pomeni, da želimo narisati graf na ploskev, recimo kroglo, ne da bi se dva roba sekala. Osnovni problem vstavljanja je pogosto predstavljen na primeru matematične uganke pri »problemu treh koč« (problem vode, plina in elektrike). Bolj pomembno uporabo lahko najdemo pri tiskanju elektronskih vezij, kjer je cilj natisniti (vstaviti) vezje (graf) na vezno ploščo (površje, ploskev) ne da bi se dve povezavi križali med seboj, kar bi privedlo do kratkega stika.